# Селище абонентного ящика 001
Селище абонентного ящика 001 — селище в Одинцовському районі Московської області, входить до міського поселення Одинцово, РФ.

## Розташування
Селище розташоване на північний захід від міста Одинцово, за 500 м на захід від села Лохина, за 1 км на північний захід від хутора Никонорова. З півночі селище межує з лісом, з півдня його оточують садові товариства («Мінерал», «40 років Жовтня», «Баковка-4»), а також котеджні селища («Княжчі» та «Джерела»).

## Населення
На 2006 рік постійне населення селища — 19 осіб.